# Xianglinpuzhen (ort i Kina, Hunan Sheng, lat 25,36, long 111,55)
Xianglinpuzhen är en ort i Kina. Den ligger i provinsen Hunan, i den södra delen av landet, omkring 350 kilometer sydväst om provinshuvudstaden Changsha. Antalet invånare är 40 275. Befolkningen består av 18 543 kvinnor och 21 732 män. Barn under 15 år utgör 23,0 %, vuxna 15-64 år 68 %, och äldre över 65 år 8,0 %.
Runt Xianglinpuzhen är det ganska tätbefolkat, med 239 invånare per kvadratkilometer. Närmaste större samhälle är Daojiang, 19,4 km norr om Xianglinpuzhen. I omgivningarna runt Xianglinpuzhen växer huvudsakligen savannskog.
Genomsnittlig årsnederbörd är 2 044 millimeter. Den regnigaste månaden är maj, med i genomsnitt 302 mm nederbörd, och den torraste är oktober, med 49 mm nederbörd.